# فرهنگ ناشنوایی
فرهنگ ناشنوایان، مجموعه‌ای از باورهای اجتماعی، رفتارها، هنرها، سنت‌های ادبی و تاریخی، هنجارها و ارزش‌ها است که تحت تأثیر مقولهٔ ناشنوایی هستند و زبان اشاره اصلی‌ترین راه ارائه و معرفی آن‌هاست. کارل جی.کرونبرگ اولین کسی بود که از عبارت «فرهنگ ناشنوایی» استفاده کرد و همچنین اولین شخصی بود که در کتاب «لغت‌نامهٔ زبان اشارهٔ آمریکایی» به بررسی تفاوت‌های موجود بین فرهنگ ناشنوایان و فرهنگ عموم مردم پرداخت.

## زمینه
اعضای جامعهٔ ناشنوایان، به ناشنوایی به‌عنوان یک تفاوت در تجربهٔ انسانی می‌نگرند تا یک بیماری یا معلولیت. بسیاری از ناشنوایان حتی به این هویت ناشنوایانهٔ خود افتخار می‌کنند. ناشنوایان، در قالب یک گروه فرهنگی، می‌توانند به عنوان یک اقلیت زبانی برشمرده شوند و به همین دلیل عده‌ای از اعضای این گروه فرهنگی ممکن است احساس کنند توسط کسانی که آشنا به زبان اشاره نیستند، درک نمی‌شوند. مشکل دیگری که جامعهٔ ناشنوایان بعضاً با آن مواجه است، این است که روش‌ها و مؤسسات آموزشی در اکثر اوقات از شنوایان تشکیل شده و صرفاً شنوایان را پشتیبانی می‌کنند. همچنین در یک خانواده نیز، اعضای شنوا باید زبان اشاره را بیاموزند تا عضو ناشنوای خانواده احساس آرامش و عزت و اعتماد به نفس داشته باشد. برخلاف بعضی از اختلال‌های دیگر که صرفاً وابسته به امور مادرزادی هستند، اشخاص می‌توانند وارد جامعهٔ ناشنوایان شوند بدون آنکه لزوماً ناشنوا به دنیا آمده باشند.